# 馬利根鎮區 (明尼蘇達州布朗縣)
馬利根鎮區（英語：Mulligan Township）是位於美國明尼蘇達州布朗縣的一個行政鎮區。

## 地方資料
馬利根鎮區的面積為94.00平方千米，當中陸地面積為93.00平方千米，而水域面積為1.00平方千米。根據2020年美國人口普查的數據，當地共有人口180人，而人口密度為每平方千米1.91人。